# Come incastrare un pollo
Come incastrare un pollo (Of Rice and Hen) è un film del 1953 diretto da Robert McKimson. È un cortometraggio d'animazione della serie Looney Tunes, uscito negli Stati Uniti il 14 novembre 1953. Dal 1999 viene distribuito col titolo La gallina sul tetto che scotta.

## Trama
Miss Prissy non ha pulcini ed è soggetta ai pettegolezzi delle altre galline, deprimendosi parecchio. Cerca di suicidarsi gettandosi giù dal tetto del fienile, ma Foghorn Leghorn la salva, acchiappandola in tempo. La gallina inizia a innamorarsi di Foghorn. Quest'ultimo poco dopo si diverte a infastidire Barnyard Dawg sculacciandolo per poi far sì che il suo corpo rimanga incastrato in una staccionata. Poco dopo Foghorn intende gettare un candelotto di dinamite nella cuccia, ma prima che possa Dawg mette la cuccia sopra al gallo e tappa l'uscita con un coperchio, facendo sì che la dinamite esploda addosso a Foghorn. Poco dopo Prissy prepara un picnic nel tentativo di conquistare Foghorn, ma lui ancora la respinge. Mentre la gallina se ne va col cuore spezzato, viene intercettata da Dawg che, desideroso di vederla "maritata con quel gallo ruspante", le suggerisce un piano. Poco dopo Prissy si siede su una panchina insieme a Dawg travestito da gallo, facendo ingelosire Foghorn. Ognuno afferma che sposerà Prissy e iniziano a picchiarsi, finché Foghorn riesce ad avere la meglio e decide di sposare Prissy. Dopo il matrimonio Foghorn esulta di aver vinto, salvo poi realizzare quanto successo e affermare "Ehi, forse avrei dovuto trovare il modo per perdere".

## Distribuzione

### Edizione italiana
Il corto fu doppiato negli anni '80 dalla Effe Elle Due per la trasmissione televisiva, con la direzione di Franco Latini e dialoghi a opera di Maria Pinto in alcune occasioni differenti dagli originali, tra cui la battuta finale. In questa edizione la canzone di Foghorn è rimasta in originale. Nel 1999, per l'uscita in VHS, fu eseguito un nuovo doppiaggio dalla Angriservices Edizioni, doppiando anche la canzone di Foghorn.

### Edizioni home video

#### VHS
- Un supergallo cedrone (settembre 1999)